# Congres van Afgevaardigden

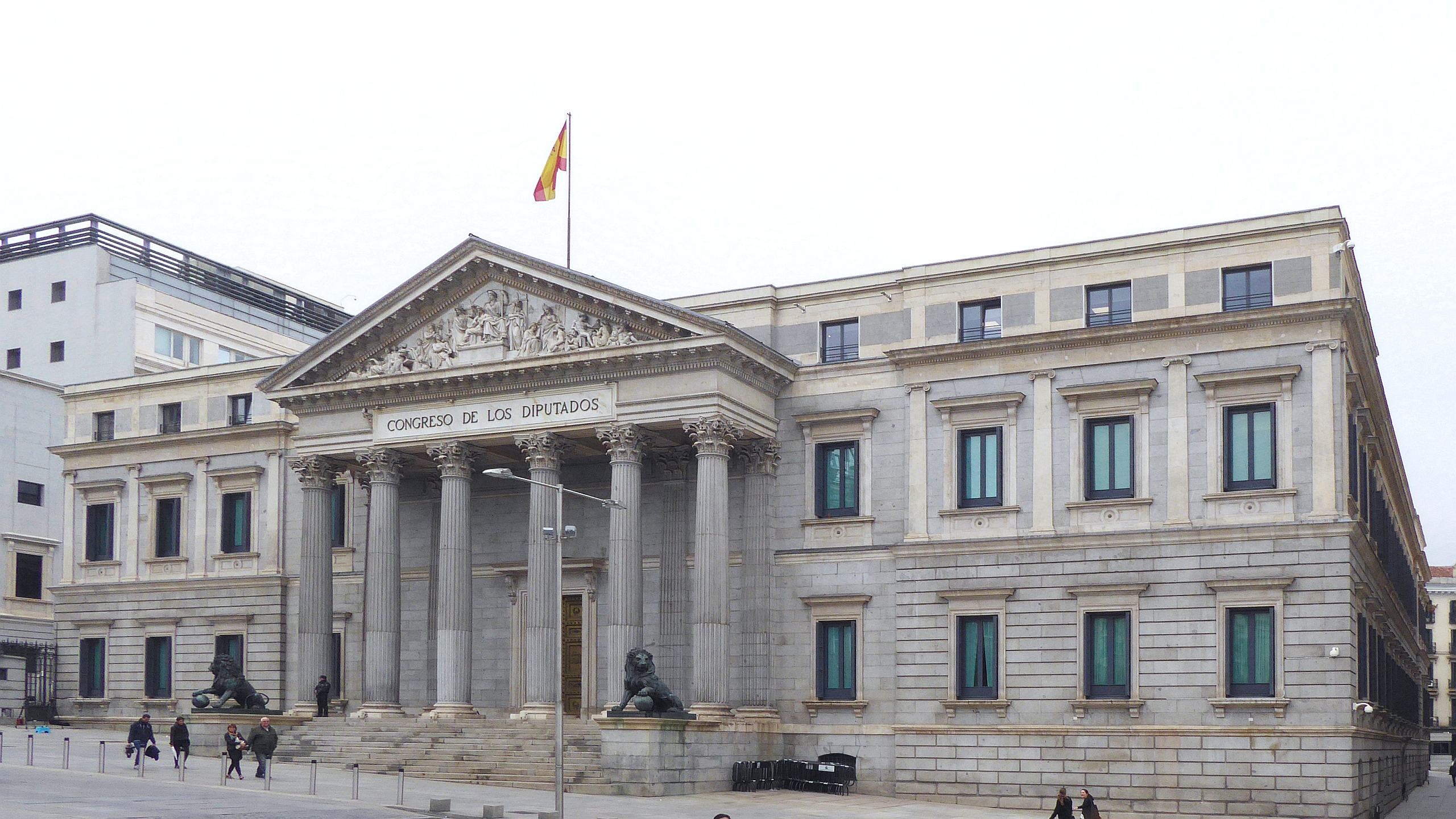
Congreso de los Diputados (gebouwd in 1850): Palacio de las Cortes, het Spaanse Parlement in Madrid (2016)

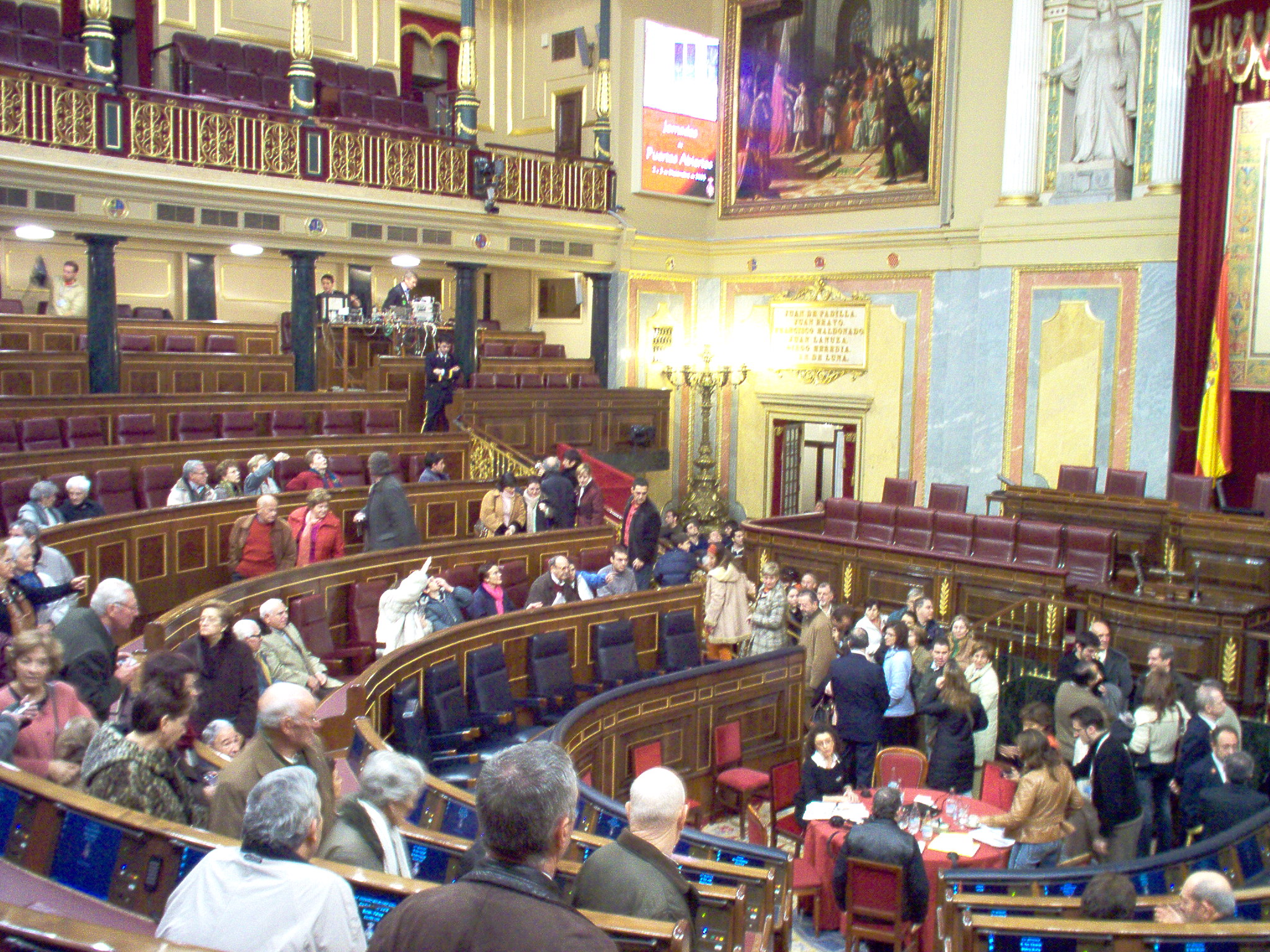
De vergaderzaal van het congres

Het Congreso de los Diputados (Nederlands: Congres van Afgevaardigden) is het Spaanse Lagerhuis, dat samen met de Senado deel uitmaakt van de Cortes Generales, het Spaanse parlement en wetgevende macht. De 350 leden (diputados of vertegenwoordigers) worden voor een termijn van 4 jaar verkozen door middel van evenredige vertegenwoordiging. De laatste algemene verkiezingen waren op 10 november 2019, toen de zetelverdeling is bepaald voor de veertiende legislatuurperiod.
Het congres zetelt in het Palacio de las Cortes de España in de hoofdstad Madrid. Hoewel het woord Congres in de meeste landen waar het wordt gebruikt verwijst naar het hogerhuis, verwijst het in Spanje dus naar het lagerhuis.

## Geschiedenis
De eerste voorloper van het Congres van Afgevaardigden werd gesticht in 1834 door middel van een koninklijke acte, door voormalig koningin en toenmalig regentes Maria Christina van Bourbon. Door deze acte had Spanje voor het eerst een tweekamerstelsel. In de Spaanse grondwet van 1837 werd het lagerhuis van deze twee kamers voor het eerst Congreso de los Diputados genoemd. In de verschillende daarop volgende grondwetten in de 19e eeuw werd deze kamer als volksvertegenwoordiging gehandhaafd.

## Bevoegdheden
De Spaanse grondwet wijst het Congres van Afgevaardigden, als vertegenwoordiging van de Spaanse bevolking, de volgende bevoegdheden toe:
- het verkiezen van de Presidente del Gobierno of 'president van de regering' (vergelijkbaar met de functie van premier of minister-president), op voordracht van de koning. Hier gaat eventueel een formatie aan vooraf.
- als wetgevende macht, samen met de senaat:
  - het maken van wetten door middel van het recht van initiatief, dat gedeeld wordt met de regering;
  - het controleren van het handelen van de regering door middel van mondelinge of geschreven vragen, het indienen van moties en het debat over de staat van de natie, volgend op de toespraak over de staat van de natie door de president van de regering, vergelijkbaar met de Nederlandse troonrede.
  - het uitoefenen van budgetrecht. In al deze wetgevende bevoegdheden heeft het congres het laatste woord over de senaat.
- daarnaast heeft het congres ook nog de bevoegdheid 4 magistraten in het Constitutioneel Hof te benoemen en 10 leden van de Consejo General del Poder Judicial, het bestuur van de rechterlijke macht, aan de koning voor te dragen.

## Samenstelling
Sinds 1985 bestaat de kamer uit een vast aantal zetels, namelijk 350. Als de kamer niet in zitting is, dat wil zeggen tijdens een reces of als ze ontbonden is, worden haar taken waargenomen door een permanente afvaardiging, waarin alle fracties evenredig vertegenwoordigd zijn.
De voorzitter van de kamer is sinds de laatste verkiezingen in november 2020 Meritxell Batet.

### Verkiezing
De Spaanse grondwet bepaalt dat de vertegenwoordigers per provincie worden gekozen, die zo dus als kieskring dienstdoen. Iedere provincie is met ten minste twee zetels vertegenwoordigd, behalve de autonome steden Ceuta en Melilla, die elk ten minste één zetel toegewezen krijgen. Alle overige zetels worden over de provincies verdeeld in verhouding naar inwonersaantal.
Een bepaalde partij hoeft niet in alle provincies deel te nemen, het is zelfs mogelijk slechts in één enkele provincie een kandidatenlijst te presenteren. Door het toewijzen van de zetels door middel van de Methode-D'Hondt worden de verschillen in omvang tussen de partijen versterkt, waardoor grote partijen in het congres nog groter zijn, en kleinere partijen nog kleiner.
Het congres wordt normaal gesproken om de vier jaar verkozen. Het kan ontbonden worden door de koning, die dat op aanvraag van de Presidente del Gobierno of premier doet.

### Fracties
Niet iedere partij kan een eigen fractie vormen in het congres. Dat is pas mogelijk als een partij meer dan 15 zetels heeft behaald, of meer dan 5 zetels en ten minste 15% van de stemmen in de kieskringen waar de partij deel heeft genomen of 5% van de stemmen nationaal gezien.
Partijen die niet aan een van deze twee voorwaarden voldoen, hebben de mogelijkheid om met elkaar een fractie te vormen als ze gezamenlijk wel aan deze voorwaarden voldoen. Zo zijn er in het verleden gecombineerde fracties van kleine linkse, Baskische of Catalaanse partijen geweest. Ook kan een partij een vertegenwoordiger van een andere partij "lenen" om wel aan de voorwaarden te voldoen en zo een eigen fractie te vormen. De "geleende" vertegenwoordiger gaat dan na het vormen van de fracties weer terug naar de eigen partij. Lang niet alle kleine partijen worden overigens op deze laatste manier geholpen.
Partijen of afgevaardigden die op geen enkele manier een eigen fractie kunnen vormen, eindigen in de gemengde fractie (grupo mixto).

### Zetelverdeling
De zetelverdeling in het Congreso de los Diputados is na de verkiezingen van juli 2023 als volgt:

Samenstelling Congres van Afgevaardigden.

| Fractie                           | Zetels fractie | Partij              | Zetels | Partijleider                 |
| --------------------------------- | -------------- | ------------------- | ------ | ---------------------------- |
| Partido Popular                   | 137            | PP                  | 137    | Alberto Núñez Feijóo         |
| Socialisten                       | 120            | PSOE                | 120    | Pedro Sánchez                |
| Vox                               | 33             | Vox                 | 33     | Santiago Abascal             |
| Sumar                             | 31             | Sumar               | 10     | Yolanda Díaz Pérez           |
| Sumar                             | 31             | Catalunya en comú   | 6      | Yolanda Díaz Pérez           |
| Sumar                             | 31             | Izquierda Unida     | 5      | Yolanda Díaz Pérez           |
| Sumar                             | 31             | Compromís           | 2      | Yolanda Díaz Pérez           |
| Sumar                             | 31             | Más Madrid          | 2      | Yolanda Díaz Pérez           |
| Sumar                             | 31             | Més per Mallorca    | 1      | Yolanda Díaz Pérez           |
| Sumar                             | 31             | Chunta Aragonesista | 1      | Yolanda Díaz Pérez           |
| Sumar                             | 31             | Podemos             | 4      | Yolanda Díaz Pérez           |
| Esquerra Republicana de Catalunya | 7              | ERC                 | 7      | Oriol Junqueras              |
| Junts per Catalunya               | 7              | Junts               | 7      | Carles Puigdemont            |
| Euskal Herria Bildu               | 6              | EH Bildu            | 6      | Arnaldo Otegi Mondragon      |
| Eusko Alderdi Jeltzalea           | 5              | EAJ/PNV             | 5      | Andoni Ortuzar               |
| Coalición Canaria                 | 1              | CCa                 | 1      | Fernando Clavijo Batlle      |
| Bloque Nacionalista Galego        | 1              | BNG                 | 1      | Ana Pontón                   |
| Unión del Pueblo Navarro          | 1              | UPN                 | 1      | José Javier Esparza Abaurrea |